# Кёйджегиз (озеро)
Кёйджегиз (тур. Köyceğiz Gölü) — озеро площадью 5200 га в провинции Мугла, являющееся одним из самых обширных прибрежных озёр Турции. Оно получило своё название по городу Кёйджегиз, расположенному на его северном берегу. Озеро связано со Средиземным морем узким каналом под названием Дальян, который протекает по территории одноимённого посёлка и древнего города Кавн; канал впадает в море в районе пляжа Черепашьего берега Изтузу.
Окрестности озера в целом и берега его Далянского «морского соединения», особенно, являются важным природным заповедником и популярным туристическим направление. Сегодня озеро и канал являются частью особого охраняемого района Кёйджегиз-Дальян.

## Остров на озере Кёйджегиз
Озеро питается реками Namnam[уточнить] и Yuvarlakçay[уточнить], а также рядом небольших горных ручьёв. Вода из ручьёв и вода, образующаяся при таянии снега — а также местные родники с пресной водой — смешиваются с тёплой сернистой водой, которая высвобождается из горного разлома и является слегка солоноватой и насыщенной кислородом. Глубина озера колеблется от 20 до 60 метров; сам водоём изобилует рыбой.
На северо-востоке и юго-востоке озера Кёйджегиз находятся равнины, в то время как другие части окружены холмами. Самые высокие из них — гора Олемез (937 метров) на юго-западе и Бозбурун-Тепеси (556 метров) на юге. В самом озере находятся пять необитаемых островов, один из которых известен как «Хапишане Адаси» (Тюремный остров). Первоначально этот остров использовался в военных целях, а затем — был действительно превращён в тюрьму. На сегодняшний день он больше не используется как место заключение и является необитаемым.

## Геология
Озеро Кёйджегиз образовалось около 7500 лет назад, когда серия землетрясения произошла по всей восточной части Средиземного моря. На южной стороне озера имеется геологический разлом, идущий с северо-запада на юго-восток, и в котором находятся несколько сернистых горячих источников: среди наиболее известных из них — «Султание Спа».
Древнее поселение Каунос было описано древнегреческим писателем и географом Страбонон (ок. 64/63 до н. э. — ок. 23/24 н. э.) как город с верфями и гаванью. Это означает, что около 2000 лет назад береговая линия находилась всего в 2—3 км от современно — а озеро Кёйджегиз существовало уже тогда. Есть и ещё одно доказательство большого возраста Köyceğiz Gölü — это надписи в Кауносе, из которых современные исследователи узнали, что «река» Далянь существовала уже в те дни и использовалась местным населением для рыбной ловли.

## Особо охраняемая зона
В XX и XXI веках озеро Кёйджегиз превратилось в экологически важный для всего региона район. Вместе со своими берегами и пляжами — а также узким каналом под названием «Дальян» — оно было включено в особо охраняемую природную охраны Кёйджегиз-Дальян с целью экологической защиты уникального места.
На берегах к северу от Султание Спа, к северо-западу от Хамиткой, в Кёйджегизе, в Кавакараши и в Тепеараси всё ещё есть обширные болотистые леса с эндемичными типами растительности — в частности, Turkish sweetgum (Liquidambar orientalis). Данный вид, главным образом, встречается в провинции Мугла, близ Мармариса и в Кёйджегиз-Дальян.
Небольшие водно-болотные угодья вокруг озера Кёйджегиз также интересны из-за птиц, которые в них обитают. Эти районы ежегодно привлекают множество местных и зарубежных орнитологов. Область вокруг озера также богата различными рептилиями — несколькими видами черепахам и змеи — и насекомыми, особенно стрекозами. Среди видов рыб, живущих в озере, также есть два эндемичных карликовых бычка (Knopowitschia byblisia и K. caunosi), которые были научно описаны совсем недавно — в 2011 году.

## Туризм
Небольшой город Кейджегиз, давший название и самому озеру, расположен на его северном берегу — на автодороге из Мармариса в Фетхие. В основном отсюда начинаются многочисленные «плавучие» экскурсии по водоёму, включающие и посещение грязевых и минеральных бассейнов в Султание с дальнейшим следованием по каналу Дальян, мимо древних ликийских гробниц, к морскому пляжу Истузу.

### Древние памятники
Каунос — город, расположенный на противоположной стороне Дальяна — являлся древним поселением и теперь является местной достопримечательностью для туристов. Его название неоднократно менялось в истории. Мавзолос — король Карии в Персидской империи в течение IV века — укреплял город, который был в тот момент важным южным форпостом его империи.
Самая яркая особенность археологического памятника в наши дни — это гравий царей над Дальяном. Руины средневекового замка византийской эпохи дополняют картину. Протяжённая стена охватывала когда-то старый город, у которого была гавань в том месте, где сегодня находится Sülüklü Gölü. Развалины театра, рынка (агора), бань, храмов и некоторых других зданий — всё это всё ещё можно увидеть вокруг озера. С 1967 года Университет Анкары ежегодно проводит здесь раскопки.